# Megalonotus sabulicolus
Megalonotus sabulicolus är en insektsart som först beskrevs av Thomson 1870.  Megalonotus sabulicolus ingår i släktet Megalonotus, och familjen fröskinnbaggar. Arten är reproducerande i Sverige.